# فيليبي باسكوسكي
فيليبي باسكوسكي (بالإيطالية: Filippo Pascucci)‏ (1887 - تاريخ الوفاة غير معلوم) مدرب كرة قدم إيطالي راحل.
تولى تدريب نادي ريفر بليت (1933) منتخب الأرجنتين (1934).
شارك مع منتخب الأرجنتين في بطولة كأس العالم 1934 في إيطاليا حيث خرج من الدور الثمن النهائي.

## وصلات خارجية
- فيليبي باسكوسكي على موقع Soccerway.com (الإنجليزية)
- فيليبي باسكوسكي على موقع عالم كرة القدم.نت (الإنجليزية)

- هذا سيرة ذاتية